# زياد أسعد
زياد أسعد (بالكردية: زیاد ئەسعەد) مغني وملحن وشاعر كردي. ولد بحي تيراواي في أربيل في عام 1966م. بدأ الغناء عام 1983 بأغنية دوعا دەکەم وأصدروأطلق أول شريط كاسيت عام 1988 5 ألبومات حتى الآن. غادر كردستان عام 1993 ويقيم في أوروبا، ألّف زياد للعديد من المطربين الأكراد ، وقام عدد من المطربين بغناء أغانيه. زياد أسعد كان شقيق هاوتا أسعد.
بسبب غيابه عن الشاشات ووسائل الإعلام ، تمت مناقشة حالة زياد أسعد الصحية والعقلية لفترة طويلة. يقول العديد من أصدقائه وأقاربه إنه لا يعاني من مشاكل صحية.